# Seven & Seven
Seven & Seven è il sesto album in studio della rapper statunitense MC Lyte, pubblicato nel 1998 dalla EastWest Records.

## Tracce
1. In My Business (featuring Missy Elliott) – 4:23
2. Too Fly (featuring Pamela Long) – 4:18
3. This Emcee – 2:09
4. Top Billin' (featuring Milk Dee) – 2:50
5. Give Me What I Want – 4:21
6. Woo Woo (Party Time) (featuring Nicci Gilbert) – 4:34
7. Playgirls Play – 3:53
8. Put It on You – 4:04
9. Propa (featuring Beenie Man) – 4:12
10. It's All Yours (featuring Gina Thompson) – 4:41
11. I Can't Make a Mistake – 3:51
12. Want What I Got (featuring Missy Elliott & Mocha) – 3:47
13. Oogie Boogie – 4:18
14. Party Goin' On (featuring Inaya Day) – 4:17
15. Break It Down (featuring La India & Giovanni Salah) – 3:50
16. Closer (featuring Space Nine) – 4:21
17. Radio's Nightmare – 0:53
18. My Time – 3:23
19. Assaholic Anonymous – 1:16
20. King of Rock – 2:22
21. Better Place – 5:36